# Brouter
Un bridge router o brouter es un dispositivo de interconexión de redes de computadoras que funciona como un puente de red y como un enrutador. Un brouter puede ser configurado para actuar como puente de red para parte del tráfico de la red, y como enrutador para el resto.